# 가이아나인
가이아나인(Guyanese people)은 가이아나 출신의 남아메리카인들을 말한다. 일부 75만1,000명의 사람들은 자신이 가이아나인이라고 밝혔으며, 많은 가이아나인들이 해외에 거주하고 있다. 대부분 가이아나에 거주 한다.

## 인구
가이아나는 다민족 국가로서, 인구는 39.8%의 인도계, 29.3%의 흑인, 19.9%의 혼혈인, 10.5%의 인디오(원주민)와 0.5%의 기타(중국인, 백인 등)로 구성되어 있다. 영어(가이아나 크레올로 불리기도 함)는 가이아나인들과 가이아나인 디아스포라사이에서 흔히 사용되는 언어이다. 가이아나인들은 힌두교 28.4%, 펜테코스트파 16.9%, 가톨릭교 8.1%, 이슬람교 7.2%, 성공회 6.9%, 제칠일 안식교회 5%, 다른 기독교 종파 20.5%, 무종교 4.3%, 라스터파리안교 0.5%, 바하이교 0.1%, 다른 종교 2.2%를 믿고 있다.

## 디아스포라
해외 가이아나인 공동체는 주로 미국(86,120명), 영국 (20,872명), 캐나다 (14,560명), 네덜란드 (328명)에 있으며, 일부 다른 나라에도 가이아나인 디아스포라가 형성되어 있다.

## 같이 보기
- 가이아나의 인구
- 인도계 가이아나인
- 아프리카계 가이아나인
- 중국계 가이아나인
- 가이아나계 영국인
- 가이아나계 캐나다인